# August Theodor Müller
August Theodor Müller (* 27. April 1818 in Oppeln; † 10. Juli 1902 in Bunzlau) war ein königlich preußischer Generalmajor und zuletzt Kommandeur des Feld-Artillerieregiments Nr. 26.

## Leben
Müller war der Sohn des Regierungs-Kanzleidirektors August Müller († 21. Mai 1858) und dessen Ehefrau Friederike Müller († 14. September 1859).
Er besuchte das Gymnasium in Oppeln. Nach seinem Abschluss trat er im Oktober 1835 als Kanonier in die 6. Artilleriebrigade ein. Von Oktober 1837 bis September 1841 absolvierte er die Vereinigte Artillerie- und Ingenieurschule. Im März 1839 wurde er zum Portepeefähnrich ernannt und im Oktober 1840 als Seconde-Lieutenant aggregiert. Nach seiner Rückkehr wurde er im Januar 1842 zum Artillerieoffizier mit Patent zum 8. Oktober 1849 und im Oktober 1843 zum Abteilungsadjutanten ernannt. Anschließend war er von Oktober 1844 bis Juni 1847 in die Allgemeine Kriegsschule kommandiert und diente in dieser Zeit vom 1. Juli bis zum 30. September 1846 im 3. Ulanenregiment und vom 16. Juli bis zum 30. September 1846 im Kaiser Franz Garde-Grenadier-Regiment Nr. 2.
Nach seiner Rückkehr von der Kriegsschule kam er vom 15. Juli bis zum 30. September 1847 in die Garde-Pionier-Abteilung. Vom 15. Mai bis zum 1. November 1849 war er zur Aufnahme der Festung Glatz und Umgebung abkommandiert.
Er wurde am 22. Juni 1852 zum Premier-Lieutenant befördert und war ab dem 25. Mai 1855 in die Topographische Abteilung des Großen Generalstabes kommandiert. Vom 1. Oktober 1856 bis zum 1. Juli 1857 war er Lehrer an der Artillerie- und Ingenieurschule und wurde dort am 1. Januar 1857 zum Hauptmann befördert. Er kehrte kurz ins Regiment zurück und war vom 1. Oktober bis zum 1. Juni 1858 wieder Lehrer in der Artillerie- und Ingenieurschule. Bereits am 1. Mai 1858 wurde er Batteriechef im 6. Artillerieregiment. Am 12. Dezember 1865 wurde er zum Major befördert und als Abteilungskommandeur in die 8. Artilleriebrigade versetzt, am 8. Juni 1866 wurde er Kommandeur der II. Abteilung der 6. Artilleriebrigade.
Während des Deutschen Krieges gehörte er vom 4. Juli bis zum 1. September 1866 zum Kommando, das in Königinhof mit der Fortschaffung von Waffen und anderem erbeuteten Gerät beauftragt war. Vom 15. Juli bis zum 20. August 1866 war er beim Einschließungskorps in Josefstadt und Königgrätz. Am 14. Januar 1868 kam er als Artillerie-Offizier vom Platz in die Festung Neiße. Am 18. Juni 1869 zum Oberstleutnant befördert, kam er am 12. Mai 1870 als Kommandeur in die II. Abteilung des Feld-Artillerieregiments Nr. 6.
Während des Deutsch-Französischen Krieges nahm er an der Beschießung von Pfalzburg, an den Belagerungen von Toul und Paris sowie an den Gefechten von Villejuif, Vitry, Chevilly, Thiais und Chaisy-le-Roi teil. Dafür erhielt er am 18. Oktober 1870 das Eiserne Kreuz 2. Klasse und am 18. August 1871 den Charakter als Oberst.
Nach dem Krieg bekam er am 23. Dezember 1871 das Patent als Oberst und wurde zeitgleich mit der Führung des Feld-Artillerieregiments Nr. 3 beauftragt und dazu à la suite des Regiments gestellt. Am 5. März 1872 wurde er als Kommandeur bestätigt. Ab 1. November 1872 war er Kommandeur des Feld-Artillerieregiments Nr. 10 und ab 7. Mai 1874 des Feld-Artillerieregiments Nr. 26, bevor er am 12. November 1874 mit Pension und Regimentsuniform zur Disposition gestellt wurde. Am 16. August 1876 erhielt er den Charakter als Generalmajor.

## Familie
Müller heiratete am 24. März 1870 in Neiße Sylvia Sophie Friederike Emilie Elisabeth von Clausewitz (* 15. Januar 1841; † 17. Dezember 1905). Das Paar hatte zwei Kinder:
- Siegfried (* 10. Januar 1871)
- Hermann (* 4. August 1872)